# Von Roháč
Von Roháč, Ruben Litzky aneb Pig Boy, vlastním jménem Lukáš Vondráček, (* 24. května 1981 Praha) je český básník, výtvarník a herec.

## Život
Narodil se na pražských Vinohradech a dětství prožil v pražském Břevnově, shodou okolností ve stejném domě, kde žil část života jiný český básník Karel Toman. Během divokého mládí vystřídat tři střední školy, maturitu složil na soukromém gymnáziu pod Vyšehradem. Vysokoškolská studia začal na pražské Filozofické fakultě – obor Divadelní věda, po roce přešel na Literární Akademii Josefa Škvoreckého, kde studoval obor Tvůrčí psaní. Mezi jeho pedagožky patřily Daniela Fischerová a Radka Dennemarková. Studia nedokončil.
Publikovat začal až během studií na vysoké škole, první básně mu vyšly v brněnském literárním měsíčníku Host 2009/2 (báseň Čekanka) s kritickým příspěvkem Radka Fridricha: Lukáši Vondráčku z Prahy, jste opravdu talent. Netvrdím, že v mých očích vše projde beze zbytku, ale váš cyklus Čekanka je dost povedený. Mohu vám pouze poradit: Pište si, co chcete, už leccos o poezii víte, tak to hleďte nepokazit… V roce 2010 publikoval v literárním časopisu Revolver Revue (číslo 80/2010), který otiskl básně "Sice" a "Nahlas". V roce 2017 byl obsazen do filmu Bruce LaBruce Refugee's Welcome do hlavní role básníka, kde se objeví hned několik jeho básní. Revue Prostor, Generace chaosu, č. 107 v roce 2017 otiskl několik básní (Ďábel je, Hnědoočko, Báseň, A přece, Roztříštěná luna).

## Básnické sbírky

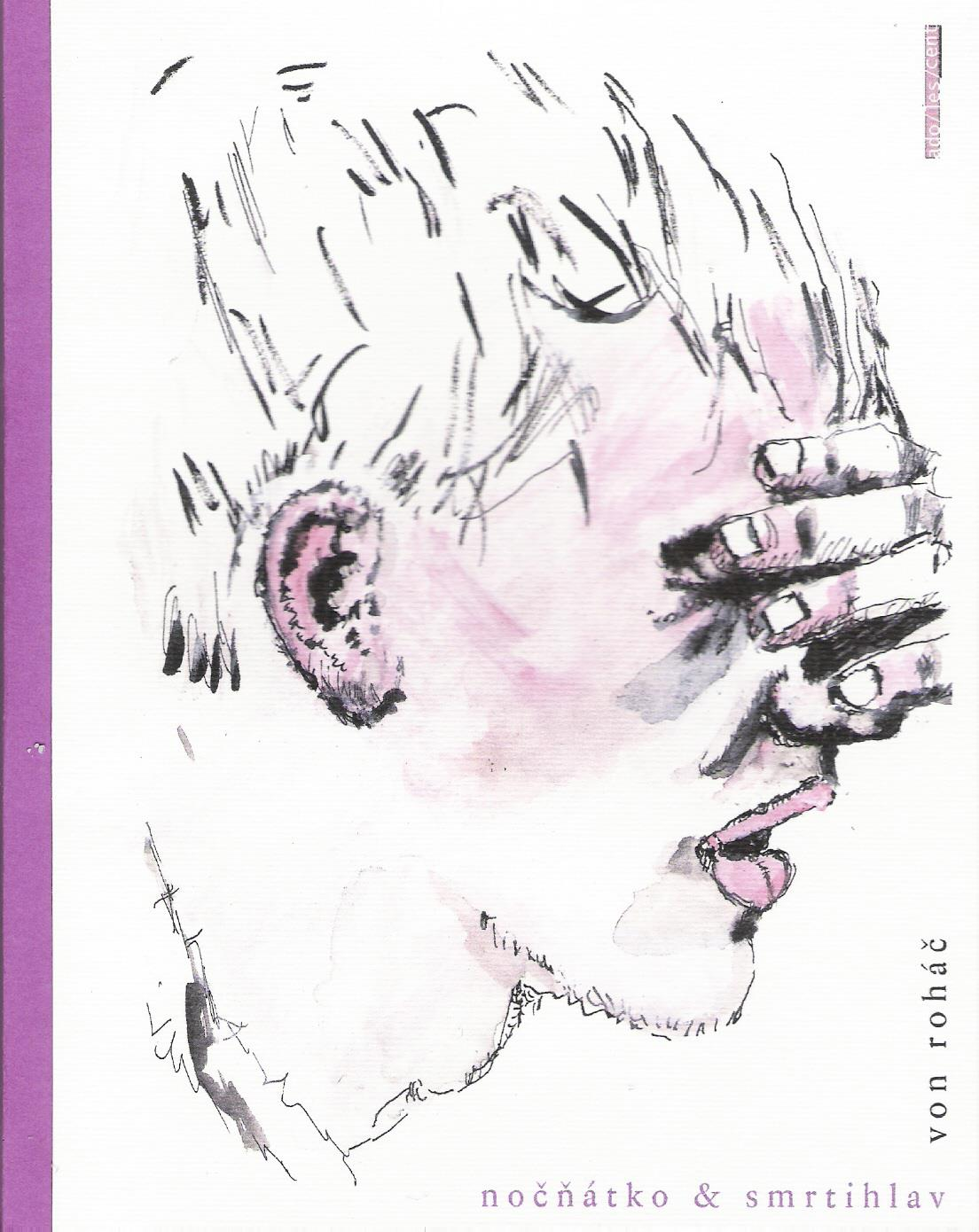
Nočňátko & Smrtihlav, Von Roháč, 2012, Adolescent

### Nočňátko & Smrtihlav
- Nakladatelství Adolescent, 2012, kresby Von Roháč

Nočňátko & Smrtihlav je básníkova debutová sbírka vydaná nakladatelstvím Adolescent v roce 2012. Jedná se o výběr publikovaných i nepublikovaných básní z období let 2000–2012. Sbírka je doplněna autorovými kresbami.
Knihu a Von Roháčovu tvorbu dobře postihl Aleš Kauer:
Von Roháč je vyvolávač násilných obrazů – „kdyby mi tak/ namísto srdce/ vyrostla třetí hnáta/ s okovanou botou“. V jeho poezii se vlastně jedná „pouze“ o slet obrazů (skoro jako u dobrého filmu), které v konečném nazření utvářejí originální pohled na věc či situaci – „když hladovím/ roztáhnu prsty/ ta jáma/ je zástup/ žebřík tváří/ nevidím víc/ než penisy“. V poezii von Roháče hraje velkou roli slovo, expresivně a „novotvárně“ zabarvené, které často tvoří jediný verš, jímž je schopen dotvořit situaci a vyhnout se tak „lopatnické“ mnohomluvnosti. Jen pro zvukové dobarvení lze nabídnout – čarokřižník, mozkožer, lopatnický mozol, šemetný topánek, nebo titul Nočňátko… Strohost ve verši, rytmus a skřek slova, ale i klipovitost s důrazem na druhou dobu, tedy metaforu s výbuchem imaginace, jsou, paradoxně, pevným stavebním prvkem jeho poezie.

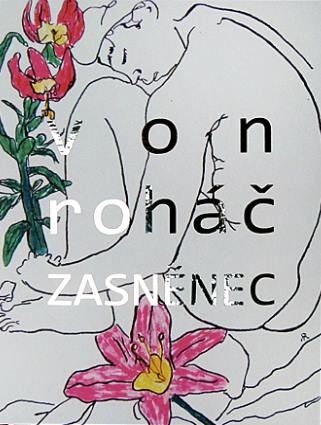
Zasněnec, Von Roháč, 2015, Adolescent

### Zasněnec
- Nakladatelství Adolescent, 2015, kresby Von Roháč.

Zasněnec je básníkova druhá sbírka básní, z období let 2012–2015, o poznání výpravnější a explicitnější než sbírka debutová. Její vydání provázel lehký boj mezi nakladatelem a básníkem. V obou básníkových sbírkách se objevují homoerotické motivy. "Oproti lyričtěji laděnému debutu Nočňátko & Smrtihlav se autor v Zasněnci snaží rozmáchnout k jakési příběhovosti. Je to riskantní a je to, alespoň podle mého názoru, mnohdy na hraně." Tak se kromě jiného vyjádřil ke sbírce Aleš Kauer. V rozhovoru Von Roháče pro Queer v České televizi autor řekl, že některé neshody ohledně textu ho vedly k jeho přepracování, mnohdy k jeho zkrácení či zjemnění explicitnosti. "Někdy méně je více, vážím si Aleše jako autority a ve výsledku si myslím, že finální podoba je mnohem lepší."
Slova Aleše Kauera: Von Roháč: Hovádko s pohledem do neznáma
Vulgárnost a zarputilá "spratkovitost" v Roháčově poezii by byla samoúčelná, kdyby neměla svůj protipól, svoji citelnou zpětnou vazbu v jakési až naivní něze. Tento kontrast mě fascinuje a je typickým prvkem Roháčovy poezie roku 2015. Básně často začínají radikálně: „raději kurva zdechnu / než bych ti napsal první! / zadřený petardy pod kůží / smrkáš mi do očí malý slzy / je to možný? / co všechno vyjeví se / v lehkým snění...“, končí ale často smířlivěji, než by člověk z úvodu očekával.
Von Roháčova poezie je tentokrát naplněna řadou příběhů, v nichž se vzdouvají až k prasknutí napjaté erotické vztahy. Homosexuální rovina těchto prudkých milostných vznětů je v autorově podání až třaskavě výbušnou směsí, jež je odpalována ve squatech a brlozích, v tmavých průchodech nebo i v letním Berlíně. Von Roháčovy verše nesou v sobě napětí, smysl pro dramatičnost okamžiku, nenaplněnost, ale i bezmeznou, až vysilující touhu, střídající se v drsných i něžných polohách. Je v nich i neklid, tápání či skleslost nad prohrou, kterou lze ale také vnímat i jako novou citovou naději: "... stále tu čekám / rozechvělý / v těžký zbroji / osamělého / pěšáka / silný / nejsilnější / a přesto / tápající / v pocitech / lásky / a ublížení..."

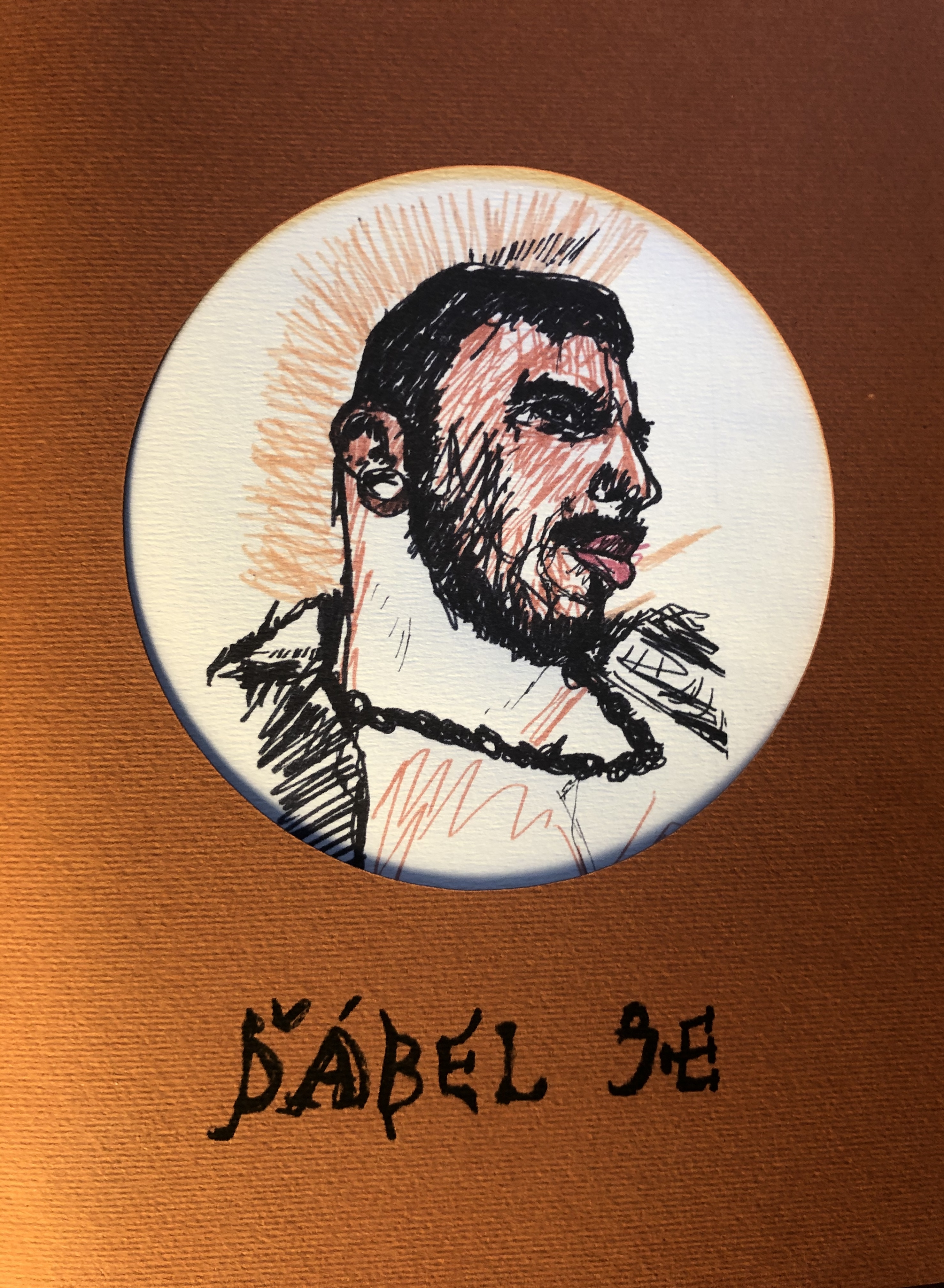
ĎÁBEL JE, Von Roháč, 2019, Adolescent

### Ďábel je
- Nakladatelství Adolescent, 2019, kresby Mark Ther, Von Roháč.

Komentář Aleše Kauera, červenec 2019:
Říkavalo se, že čím méně se v ďábla věří, tím více po nás rajtuje, o to víc triumfuje nad lidskou slabostí. Von Roháč si ďábla vetknul přímo do názvu, z čehož usuzuji, že vzájemné pomrkávání je ku prospěchu oběma. Neplynou z toho žádné naschvály, konflikty, války. Je to dohoda, pakt o vzájemných ústupcích. Von Roháčova nová knížka je POP. Dekadentní pop, letní čtení pro ty, kdo ohrnují nos nad složitostí metafor. Ve své třetí básnické sbírce ĎÁBEL JE nenabídne nic z toho, co bychom od něj neznali z minulých knížek. S chutí se ale znovu začteme do drobných detailů pih, do škvírky zubů jinocha, z jehož líného jazýčku se linou slova jako pentlička. Narazíme na dalšího z galerie grázlíků, který na to jde zhurta, ale který má to štěstí, že ho těsně před pádem zachytí hvězdy do svých sítí. Typický Von Roháč se všemi svými romantickými postřehy a náladami. Mám radost, že se nám podařilo přivést ke spolupráci Marka Thera – knížka nabízí tři jeho kresby spolu se třemi ilustracemi Von Roháče.